# Корпоративні фінанси
Корпоративні фінанси (англ. corporate finance) — це грошові відносини, пов'язані з формуванням і розподілом грошових доходів і накопичень та їх використання на різні цілі підприємства; на виконання зобов'язань перед фінансово-банківською системою, фінансування витрат, виплати дивідендів по акціях, орендної плати й так далі.

## Термін
«Корпоративні фінанси» є найближчим перекладом англійського терміна «corporate finance», який у вітчизняних перекладах розглядається переважно як фінанси корпорацій або фінанси акціонерних компаній, тобто вибір терміна відображає лише особисті змістовні переваги авторів. Проте у західній літературі поняття «корпоративні фінанси» вважається синонімом фінансового менеджменту й одне з його визначень формулюється як «мистецтво і наука ухвалення правильних інвестиційних рішень та рішень щодо вибору джерел їхнього фінансування».

## Дослідники
Результати фундаментальних досліджень проблем розвитку корпоративних відносин відображені в роботах учених-економістів: Дж. Акелрофа, О. Амоші, Т. Андрєєвої, Г. Астапової, А. Берла, Я. Берсуцького, М. Білопольського, С. Богачова, К. Гелбрейта, М. Дженсена, А. Єськова, А. Землянкіна, П. Камишанова, Р. Коуза, Я. Кураметова, М. Міллера, Дж. Мінза, В. Панкова, О. Палигі, О. Поважного, Г. Саймона, Л. Сейведжа, Н. Сірош, Л. Тараш, М. Чумаченка та ін.

## Завдання
Основне завдання корпоративних фінансів — фінансове забезпечення діяльності організації. Основним джерелом отримання грошових ресурсів для господарської діяльності підприємства є грошові кошти, виручені від реалізації продукції підприємства (продажу товарів, робіт і послуг). При тимчасовому недоліку грошових коштів, отриманих від реалізації продукції підприємства, необхідних для забезпечення поточних фінансових потреб бізнесу, зазвичай беруться короткострокові банківські кредити. Для забезпечення довгострокових потреб частіше випускаються облігації або акції, або беруться довгострокові кредити. Такі стратегічні рішення про взяття кредиту або випуск акцій зрештою визначають саму структуру капіталу організації.
В ідеальному варіанті корпоративні фінанси сприяють оптимальному використанню всіх фінансових ресурсів, активно шукають способи поліпшити фінансовий стан корпорації, і підтримують такий рівень активів, який необхідний для безперебійного здійснення операційної діяльності. У головного фінансового директора та їх безпосередніх підлеглих часто є повноваження схвалювати або відхиляти різні варіанти використання корпоративних фінансів, виносити деякі питання на розгляд радою директорів, або навіть на голосування на зборах акціонерів компанії.
Побудова системи управління фінансами передбачає:
- формування принципів управління фінансами, політики інвестування та фінансування бізнесу, ступеня централізації та децентралізації фінансових рішень;
- розробку моделі фінансового управління та формування фінансової структури підприємства;
- побудова бізнес-процесів управління фінансами, визначення зон відповідальності та повноважень працівників фінансового департаменту;
- формування формату результатів, яких повинні досягнути фахівці фінансового департаменту, визначення механізму та індикаторів їх досягнення;
- розробку стандартів, регламентів, форматів первинних документів, аналітичної звітності та нормативно-довідникової інформації для управління фінансами,
- впровадження системи управлінського обліку (положення та механізм впровадження облікової політики, системи управління витратами)
- впровадження системи планування та бюджетування, яка спрямована на досягнення стратегічних і оперативних цілей компанії,
- консолідацію різнорідної фінансової та нефінансової інформації,
- розробку методології та технології проведення фінансового аналізу підприємства, а також обґрунтування та експертизи управлінських рішень;
- проведення фінансової діагностики підприємства, розробку рекомендації щодо підвищення ефективності використання фінансових ресурсів компанії,
- впровадження системи управління активами;
- розробку інвестиційної політики, вибору напрямів інвестування, оцінки інвестиційних проєктів,
- формування політики фінансування діяльності підприємства, оптимізації грошових потоків, спрямованих на підвищення вартості підприємства[3].

## Функції
- Облікова функція — за допомогою фінансового механізму здійснюється облік усіх вироблених вартостей товарів, робіт, послуг.
- Розподільча функція — в результаті реалізації товарів, робіт, послуг новостворена вартість розподіляється і перерозподіляється між виробником, посередником, державним бюджетом.
- Стимулююча функція — через фінансові важелі підприємство може стимулювати розвиток пріоритетних напрямків діяльності.
- Контрольна функція — підприємство проводить внутрішній і зовнішній контроль за збереженням власності, ефективним використанням ресурсів, раціональним витрачанням коштів
- Фінансова робота — практична діяльність людей (фінансових менеджерів) по управлінню фінансами організації. Кінцевою метою фінансового управління компанією (фінансовий менеджмент) є досягнення фірмою найкращих результатів при найменших затратах (під результатами розуміються як економічні, так і соціальні показники діяльності).